# Gömür (Şahbuz)
Gömür è un comune dell'Azerbaigian situato nel distretto di Şahbuz.